# Fairfield (Nebraska)
Fairfield je grad u američkoj saveznoj državi Nebraska. Prema popisu stanovništva iz 2010. u njemu je živjelo 387 stanovnika.